# 叶梅利扬·雅罗斯拉夫斯基
叶梅利扬·米哈伊洛维奇·雅罗斯拉夫斯基（羅馬化：Yemelyan Mikhaylovich Yaroslavskiy；1878年2月19日（3月3日）—1943年12月4日），真名米涅伊·伊兹拉伊列维奇·古别尔曼（Мине́й Изра́илевич Губельма́н），俄國布爾什維克革命家，1898年他加入俄国社会民主工党，曾任中央委员会西伯利亚局局长、苏联共产党中央委员会书记处成员、苏联共产党中央监察委员会成员，他还负责 《真理报》、《布尔什维克》、《无神论者》的编辑，并领导了苏联的反宗教组织战斗的无神论者同盟。1921年9月15日，在新西伯利亚担任罗曼·冯·恩琴一案的检察官。出版过列宁传记和联共 (布)党史，1931年攻击达维德·梁赞诺夫，1939年1月28日當選為蘇聯科學院院士，1943年，因胃癌去世。